# Prosternini
Prosternini (лат.) — триба жуков-щелкунов из подсемейства Dendrometrinae.

## Систематика
Таксон был впервые выделен в 1856 году немецким зоологом Йоханнес Непомук Франц Ксавер Гистель (1809—1873) и рассматривался разными авторами в ранге семейства Prosternidae, или подсемейства Prosterninae, или трибы Prosternini.
Известно около 20 родов 90 видов, распространённых, в том числе, в Северной Америке и других регионах.
В ранге подсемейства вместе с близкими группами триба включала следующие таксоны:
- Триба Athoini
  - Рода: Athous — Denticollis— Elathous— Euplastius— Hemicrepidius— Limonius— Micrathous
- Триба Hypnoidini (или отдельное подсемейство Hypnoidinae)[6]
  - Рода: Ascoliocerus — Berninelsonius — Colioascerus — Desolakerrus — Hypnoidus — Hypolithus — Ligmargus — Margaiostus
- Триба Oxynopterini
  - Рода: Melanactes — Oistus — Oxynopterus — Perissarthron
- Триба Pityobiini
  - Рода: Metablax — Parablax — Parasaphes — Pityobius — Tasmanelater — Wynarka — Xuthelater
- Триба Prosternini
  - Рода: Actenicerus — Anostirus — Anthracopteryx — Aplotarsus — Calambus — Corymbitodes — Ctenicera — Eanus — Hadromorphus — Hypoganus — Liotrichus — Metanomus — Neopristilophus — Orithales — Oxygonus — Paraphotistus — Proludius — Prosternon — Pseudanostirus — Selatosomus — Setasomus Gurjeva, 1985